# Rise Against
I Rise Against sono un gruppo musicale punk rock statunitense formatosi a Chicago, Illinois nel 1999. La band attuale comprende il chitarrista e cantante Tim McIlrath, il chitarrista Zach Blair, il bassista Joe Principe e il batterista Brandon Barnes.
La band ha trascorso i suoi primi quattro anni con l'etichetta indipendente Fat Wreck Chords, con cui ha pubblicato due album in studio, The Unraveling (2001) e Revolutions per Minute (2003). Entrambi gli album hanno riscontrato notevoli successi nella scena underground e nel 2003 la band ha firmato con la Geffen Records. Il terzo album Siren Song of the Counter Culture (2004) ha portato al successo la band, generando diversi singoli di successo. I successivi due album, The Sufferer & the Witness (2006) e Appeal to Reason (2008), hanno riscosso un discreto successo e hanno raggiunto le posizioni numero dieci e numero tre della Billboard 200. Appeal to Reason è stato seguito tre anni dopo da Endgame (2011). Tutti e quattro gli album pubblicati con la Geffen sono stati certificati platino in Canada, mentre tre di questi album sono stati certificati oro negli Stati Uniti. Il 15 luglio 2014 è stato pubblicato The Black Market, sesto album in studio della band.
I Rise Against sono anche conosciuti per il loro impegno sociale e politico, sostenendo le organizzazioni come Amnesty International, PETA e il progetto It Gets Better. La band promuove attivamente i diritti degli animali ed il vegetarianismo. Tutti i membri del gruppo, ad esclusione di Barnes, appartengono al movimento straight edge.

## Storia

### Primi anni (1999–2003)
I Rise Against vennero formati nel 1999 con nome di Transistor Revolt, dai membri degli 88 Fingers Louie e dei Baxter. La prima formazione comprendeva Tim McIlrath alla voce, Joe Principe al basso e cori, Toni Tintari alla batteria e Mr. Precision alla chitarra solista e ai cori. Nonostante il gruppo non si esibì mai con questa formazione, pubblicarono una demo omonima nel 2000, un anno prima della firma di un contratto con la Fat Wreck Chords. Tintari lasciò il gruppo poco dopo la registrazione della demo e venne rimpiazzato da Brandon Barnes, dopo un breve periodo con Dan Lumley dei Screeching Weasel and Squirtgun alla batteria.
Il gruppo cambiò il nome in Rise Against nel 2001 e pubblicò, nello stesso anno, l'album di debutto The Unraveling, prodotto da Mass Giorgini, con l'etichetta Fat Wreck Chords. Mr. Precision lasciò il gruppo e venne rimpiazzato da Todd Mohney dei Killing Tree.
Dopo un tour di promozione all'album, il gruppo tornò in studio nel dicembre 2002 per lavorare ad un altro lavoro, che portò alla realizzazione di Revolutions per Minute (prodotto da Bill Stevenson e Jason Livermore), che venne pubblicato nel 2003.

### Siren Song of the Counter Culture(2004–2005)
Nel dicembre 2003, i Rise Against firmarono un contratto con la DreamWorks Records che, poco dopo, venne assorbita dalla Universal, e il gruppo firmò un contratto con la Geffen Records, una sussidiaria della Universal. In questo stesso periodo, Mohney lasciò il gruppo e venne rimpiazzato da Chris Chasse.
Nell'agosto 2004, pubblicarono il terzo album: Siren Song of the Counter Culture. L'album, oltre a essere il primo album della band ad essere pubblicato con una major discografica, fu il primo a entrare nella Billboard 200 e ottenne la certificazione come Disco d'oro dalla Recording Industry Association of America.

### The Sufferer & the Witness(2006–2007)
Nel gennaio 2006, dopo un tour per promuovere Siren Song of the Counter Culture, il gruppo cominciò a registrare il quarto album al Blasting Room studio a Fort Collins, Colorado, con i produttori Bill Stevenson and Jason Livermore. Missato da Chris Lord-Alge al Resonate Sound di Burbank, California, The Sufferer & the Witness fu pubblicato il 4 luglio 2006. L'album raggiunse la posizione n. 10 nella Billboard 200, vendendo 48397 copie nella settimana successiva al lancio; nel 2008, l'album ricevette la certificazione di Disco d'oro dalla RIAA. Il quotidiano The Age affermò che con The Sufferer & the Witness il gruppo era «tornato alle sue radici punk».
Il 5 dicembre 2006, venne pubblicato il DVD intitolato Generation Lost, per promuovere il gruppo e l'album pubblicato da poco. Il DVD conteneva un documentario sui membri del gruppo, registrazioni di concerti e clip con il making-of dei precedenti album.
Il 3 luglio 2007, venne pubblicato in Canada l'EP This Is Noise, che venne in seguito pubblicato il 15 gennaio 2008 negli Stati Uniti.

### Appeal to Reason(2008–2010)

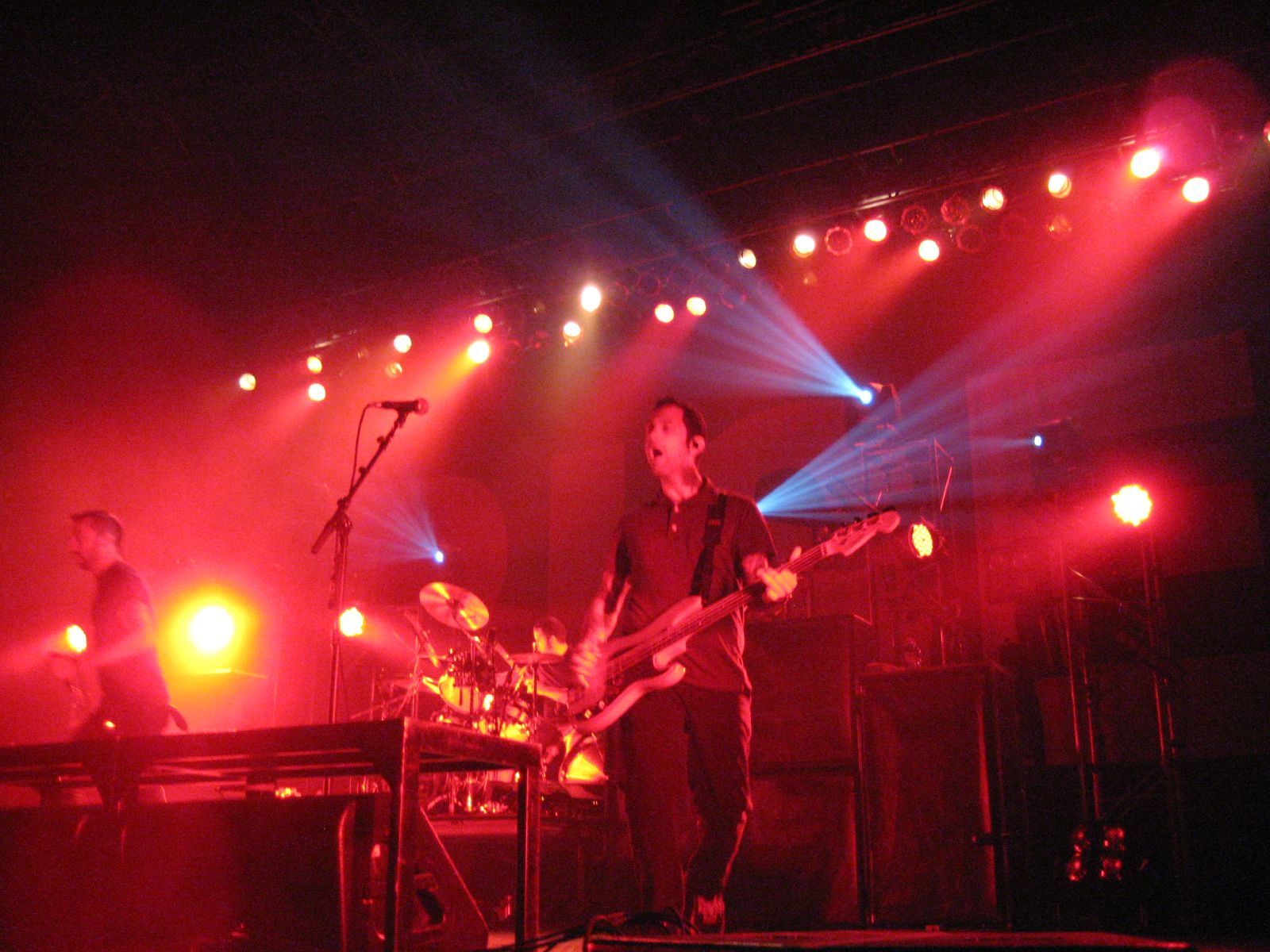
Rise Against live a San Juan Hill, New York il 14 ottobre 2008

Il quinto album in studio del gruppo, Appeal to Reason, venne pubblicato il 4 ottobre 2008 in Australia, il 6 ottobre in Europa e il 7 ottobre negli Stati Uniti. L'album raggiunse la terza posizione nella Billboard 200, vendendo 64700 copie durante la prima settimana di pubblicazione.
Il 12 marzo 2009, il gruppo pubblicò Death Blossoms, brano incluso in un DLC per il videogioco Guitar Hero World Tour insieme a Ready to Fall e Audience of One. Nello stesso periodo, su internet venne pubblicata Sight Unseen. Questi due brani vennero pubblicati dalla Fat Wreck Chords come disco in vinile da 7" il 12 maggio 2009. Il disco conteneva, inoltre, i brani Grammatizator e Voice of Dissent.
Il 7 settembre 2010, venne annunciato dal gruppo che il 5 ottobre sarebbe stato pubblicato un nuovo DVD, intitolato Another Station: Another Mile, contenente registrazioni di live della band, backstage e registrazioni on the road.

### Endgame(2010–2013)
Il 14 settembre 2010, stando alle affermazioni di Zach Blair, il gruppo aveva cominciato a registrare il sesto album, previsto per il 2011, al Blasting Room di Fort Collins, Colorado; inoltre, alcune registrazioni contenute in Another Station: Another Mile mostravano la band alle prese con le registrazioni di brani per il nuovo album.

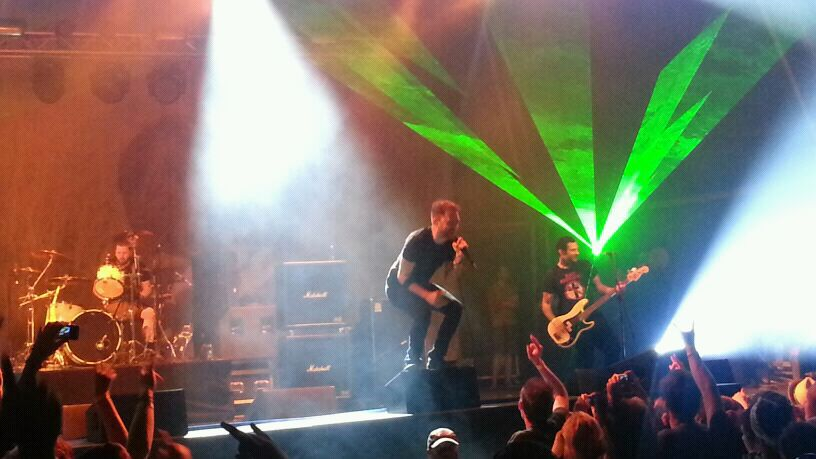
Rise Against live a Johannesburg, Sudafrica

Endgame venne terminato nel gennaio 2011. I testi dell'album affrontavano temi che avevano sconvolto il mondo, tra cui l'uragano Katrina e lo sversamento di petrolio dalla Deepwater Horizon nel golfo del Messico. Secondo McIlrath, nonostante l'album tratti tematiche cupe, è stato scritto con una prospettiva ottimistica, chiedendosi: «E se il posto dall'altra parte di questa transizione fosse il posto in cui ci piacerebbe vivere?» Il 12 gennaio 2011, il gruppo confermò che Endgame sarebbe stato pubblicato il 15 marzo 2011. Nonostante Spin Magazine l'avesse definito un concept album, McIlrath scrisse un tweet affermando che «l'album non è un concept album e, non preoccupatevi, non ha assolutamente niente a che fare con le Dixie Chicks.» Il primo singolo estratto, Help is on the Way, venne pubblicato il 17 gennaio, seguito da Architects il 15 febbraio.

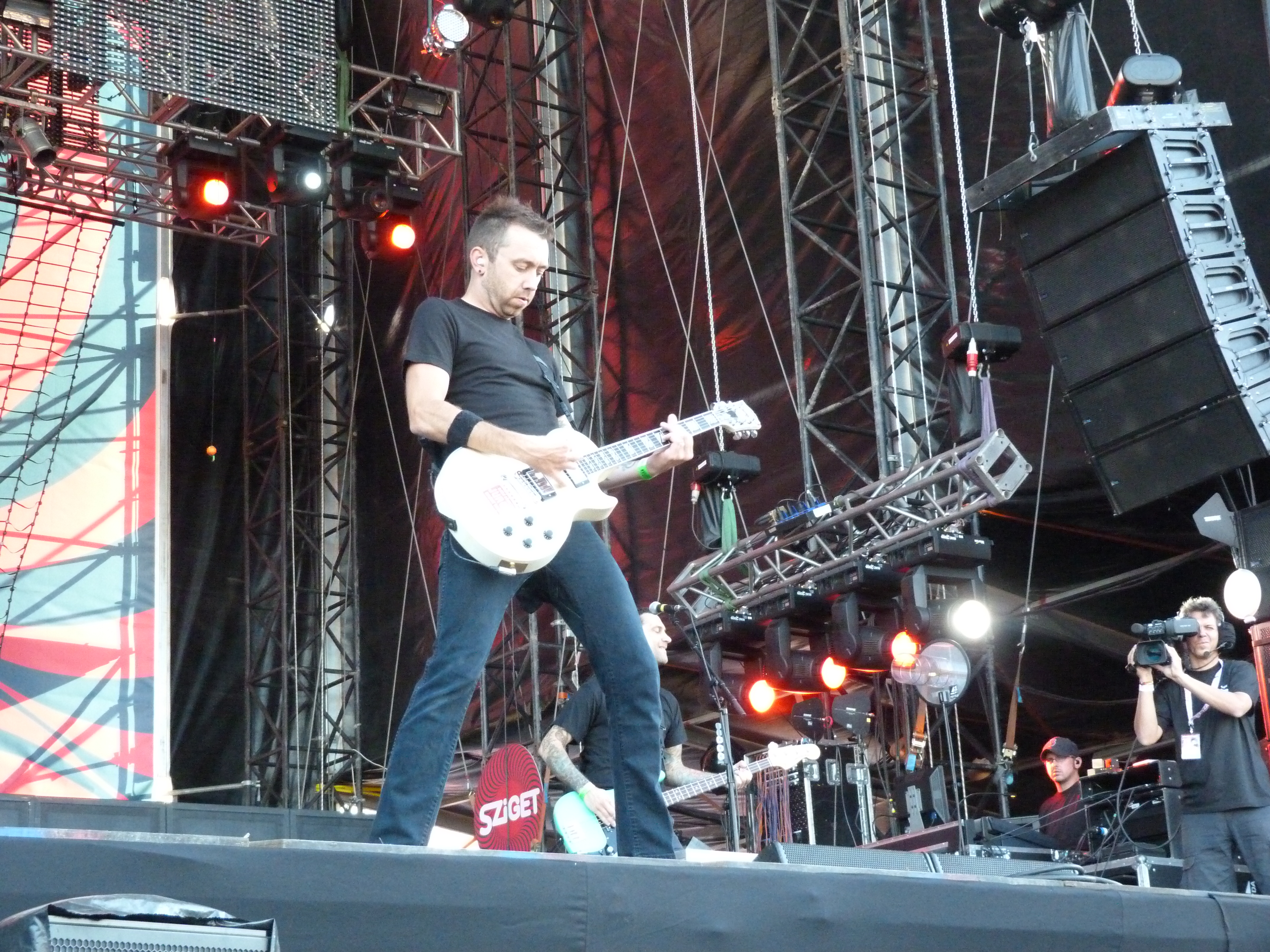
Tim McIlrath nel 2011

Endgame è il primo album in cui il gruppo si schiera apertamente contro l'omofobia, principalmente con il brano Make It Stop (September's Children), che si riferisce ai suicidi avvenuti nel settembre 2010 nella comunità LGBT, menzionando Tyler Clementi, Billy Lucas, Harrison Chase Brown, Cody J. Barker, and Seth Walsh. Alla pubblicazione dell'album, il gruppo mise un messaggio sul proprio sito web, invitando gli ascoltatori ad applicare il messaggio del brano in ogni evento, in aggiunta a quelli per cui era originariamente stato scritto.
Il 10 maggio 2011 la band ha pubblicato un vinile da 7" con i Face to Face. Il 7" presenta 2 canzoni, con ogni band che suona una canzone dell'altra band. Nell'agosto 2011, i Rise Against hanno fatto apparizioni al Festival di Reading e Leeds. La band è stato il gruppo di sostegno principale per il tour negli USA dei Foo Fighters. I Rise Against hanno sostenuto i Foo Fighters in 9 date a settembre. Dopo di che, la band ha annunciato un tour in Canada nell'ottobre 2011, supportati da Flogging Molly e Black Pacific. Il tour consisteva di nove date.
I Rise Against hanno contribuito con la cover di Ballad of Hollis Brown alla Chimes of Freedom, un album tributo di brani di Bob Dylan realizzato nel febbraio 2012 per commemorare il 50º anniversario di Amnesty International.

Nella primavera del 2012 i Rise Against hanno intrapreso un tour americano con A Day to Remember e The Menzingers. La prima tappa si è conclusa con la band che lancia un altro tour europeo. La band ha continuato a tornare in Europa nei mesi estivi per una serie di Festival musicali. Alla fine del 2012, la band ha annunciato il ritorno negli Stati Uniti con un tour con Gaslight Anthem e Hot Water Music. Il tour prevedeva due show in Arizona, dove la band non suonava dal 2009 a causa del Sound Strike.

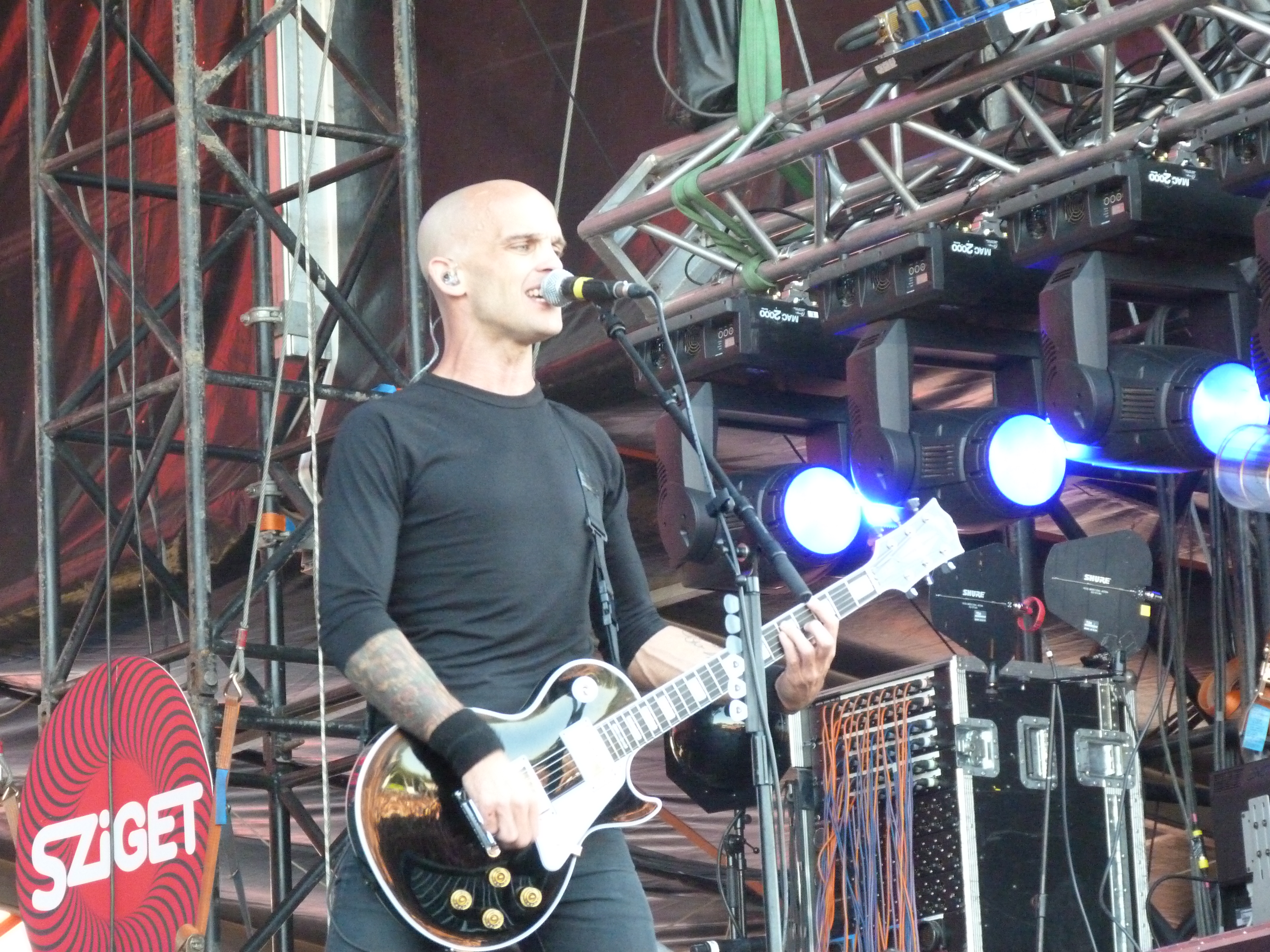
Zach Blair nel 2011

Il 2 gennaio 2013 Tim McIlrath, in un'intervista a Rolling Stone, affermò che «il gruppo si stava concentrando a ricaricare le batterie dopo due anni di tour in supporto a Endgame».
Nel marzo 2013 Rise Against hanno suonato i loro primi show sul suolo africano quando si sono esibiti in Sudafrica per le show a Durban, Johannesburg e Cape Town del RAMFest, dove hanno svolto il ruolo di headliner insieme alla band britannica Bring Me the Horizon.

### Long Forgotten Songs(2013)
Il 22 maggio 2013 Joe Principe disse ad AbsolutePunk.net che il gruppo stava per lavorare ad un nuovo album, previsto per il 2014.
Il 10 settembre 2013, venne pubblicato una raccolta di b-side, demo e cover, intitolata Long Forgotten Songs: B-Sides & Covers 2000-2013.

### The Black Market(2014-2016)
Il 14 aprile 2014 la band pubblica un breve video sulla loro pagina di Facebook con il messaggio «Coming Soon». Il 5 maggio 2014, la band ha pubblicato un altro video con l'indicazione che un nuovo album sarebbe stato pubblicato nell'estate 2014. Il 27 maggio 2014, la band ha pubblicato un ulteriore breve video con il teaser di una canzone del nuovo album e ha confermato la data di uscita estiva nel luglio 2014.
Il 4 giugno 2014 il gruppo annuncia il titolo del settimo album in studio, The Black Market, pubblicato il 15 luglio 2014. Il primo singolo dell'album, I Don't Want toBe Here Anymore, è stato pubblicato il 10 giugno 2014. In un'intervista a Kerrang! Magazine, Tim McIlrath ha dato alcune informazioni su The Black Market e ha anche confermato cinque titoli per il nuovo album: I Don't Want toBe Here Anymore, The Great Die Off, People Live Here, Zero Visibility and Awake Too Long.. Il 13 giugno 2014, la band ha presentato l'album ufficialmente sul proprio sito web. L'elenco dei brani dell'album è stato pubblicato una settimana dopo, il 20 giugno 2014, sul loro sito web e su altri social media. Il 23 giugno 2014, The Eco-Terrorist In Me è trapelato su iTunes ed è diventato disponibile per l'acquisto. La band con l'album ha ottenuto il secondo n. 1 sulla Billboard's Top Rock Album con 53 000 copie vendute, secondo Nielsen SoundScan. Il loro primo n. 1 fu con l'album precedente Endgame. L'album debutterà al numero 1 della classifica tedesca e nella top 5 della classifica USA. Il 23 luglio esce il videoclip del singolo I Don't Want toBe Here Anymore.
Il 6 ottobre 2014 la band si esibisce live worldwide da Saint Petersburg in Florida su Yahoo Screen. Il 6 novembre 2014 esce il video del singolo Tragedy + Time uscito come singolo ufficialmente il 22 ottobre 2014 con un video solo testo.
Il 3 novembre 2014 viene annunciata la partecipazione della band al The Hunting Party Tour dei Linkin Park con la partecipazione dei Of Mice & Men dal 15 gennaio al 14 febbraio 2015.
Nel 2014 la band viene nominato per il premio AP Music Award Artist Philanthropic Award per il progetto Shirts for a Cure nelle quali la band musicali possono donare il design di una Tshirt all'associazione SSE la quale fornisce assistenza finanziaria a donne che non possono permettersi di costosi medicinali e terapie per il cancro al seno. I proventi vengono devoluti ad aiutare le donne a combattere il cancro al seno.
Il 17 agosto 2015 la Virgin Records annuncia l'inizio della collaborazione con la band tramite il suo profilo Twitter. Il 30 ottobre 2015 viene reso noto che Tim è uno dei narratori del documentario UNITY prodotto dal creatore di Earthlings, da dove provengono gran parte degli spezzoni del video Ready to Fall.
Il 15 gennaio 2016 viene pubblicato il video perl singolo People Live Here dall'album The Black Market. Il 27 aprile 2016 per commemorare il quindicesimo anniversario del primo album, The Unraveling, la Fat Wreck Chords ha prodotto un'edizione limitata di un vinile colorato in 500 copie. Il 22 agosto 2016 la band registra un Podcast con John Pierson per un episodio del suo podcast, Jughead's Basement per parlare dell'album The Sufferer and the Witnesses. Il 24 ottobre 2016 i Rise Against annunciano la loro partecipazione ad alcuni Festival musicali tedeschi per l'estate del 2017 tra cui: Taubertal Festival, Rocco Del Schlacko e Open Flair. Il 25 ottobre 2016, Tim attraverso un video su Vevo discute del motivo per cui è importante votare per le Elezioni presidenziali negli Stati Uniti d'America del 2016 e del suo interesse verso il problema del cambiamento climatico.

### Wolves(2017-2018)
Il 18 aprile 2017 sulla pagina Facebook pubblicano un breve audio del brano inedito The Violence.
Il 20 aprile 2017 viene pubblicato il singolo The Violence e viene confermata l'uscita dell'album Wolves, registrato a Nashville, per il 9 giugno 2017 con l'etichetta Virgin Records. Il giorno 8 maggio 2017 viene annunciato, tramite un post sul sito web ufficiale il tour americano in partenza in autunno assieme a Pierce the Veil e White Lung. Lo stesso giorno sul sito web ufficiale vengono anche annunciati due show in Europa a Berlino e Londra. Wolves raggiunge la prima posizione di ben 3 classifiche Billboard: Top Rock Album, Alternative Albums e Hard Rock Albums con 27 000 copie vendute nella sua prima settimana.
Il 19 maggio 2017 viene pubblicato il secondo singolo estratto dall'album Wolves: House on Fire. Il 2 giugno viene reso disponibile l'audio del brano Welcome to the Breakdown.
Il 14 giugno 2017 viene annunciato un tour Europeo che si aprirà con una data in Islanda, prima volta per la band, continuando in Gran Bretagna, Lussemburgo, Francia, Paesi Bassi, Germania e Svizzera e Italia (il 25 giugno 2018 al Magnolia Summer Garden).
Il 29 giugno 2017 viene pubblicato il video "Visualizer" del brano "Welcome to the Breakdown".
Il 9 gennaio 2018 viene pubblicato il video del brano "House on Fire". Il 26 Marzo 2018 viene annunciato il Mourning in Amerika Tour a sostegno dell'album Wolves. Il tour prevede 26 date tra luglio e settembre 2018 negli USA assieme alle band AFI e Anti-Flag.

### The Ghost Note Symphonies, Vol 1(2018-2020)
Il 30 marzo 2018 viene pubblicato sulla pagina Facebook della band un video con un estratto della canzone Like the Angel in versione
acustica. Il video rappresenta l'anteprima del primo volume dell'album acustico The Ghost Note Symphonies, Vol 1.
Il 17 maggio tramite la pagina Facebook ufficiale dei Rise Against viene presentato il primo singolo House on Fire, brano dell’album Wolves, in versione acustica. Qualche ora dopo viene pubblicato il video registrato live alla The Blasting Room. Viene confermato che l'album sarà «una raccolta con strumentazione alternativa» e viene annunciata la data di uscita, prevista per il 27 luglio 2018.
Il 25 maggio 2018 viene annunciato l'uscita del vinile 7″ contenente le tracce Megaphone e Broadcast[Signal]Frequency inizialmente pubblicate come tracce bonus dell'edizione Best Buy dell'album Wolves.
L'8 giugno 2018 viene pubblicata la versione acustica del brano Like the Angel, come anticipazione dell'album The Ghost Note Symphonies, Vol 1.
Il 29 giugno 2018 viene pubblicato il video di Megaphone, tratto dall'album Wolves. Il 13 luglio viene rilasciato il brano Voices Off Camera , in versione acustica, anch'esso facente parte di The Ghost Note Symphonies, Vol 1. Il brano originale contenuto nell'album Revolutions per Minute viene annunciato tramite un video Trailer sulla pagina Facebook della band.
Il 18 luglio viene pubblicato il video del brano Broadcast [Signal] Frequency. Il 26 luglio 2018 viene pubblicato il video (visualizer) di Miracle, originariamente contenuta nell'album Wolves, rivisitata in versione acustica e contenuta in The Ghost Note Symphonies, Vol 1. L'album esce come previsto, il 27 luglio 2018.
Nel 2019 la band decide di prendere un periodo di riposo dopo il tour per l'album Wolves. Lo stesso McIlrath ha chiarito questo aspetto in un'intervista spiegando come la band abbia deciso di rifituare la partecipazione a tutti i tour e quasi tutti i festival (tranne quello con i Misfits in occasione del The Original Misfits).
Nel maggio dello stesso anno, Tim McIlrath, in un'intervista su Kerrang! annuncia che la band sta lavorando a un nuovo album ma senza scadenze:
Il 15 luglio 2020 attraverso i loro canali social la band annuncia la pubblicazione sulle piattaforme di streaming dell'edizione espansa di The Black Market contenente il brano Escape Artist (già presente nella versione giapponese del disco), la traccia About Damn Time e la traccia We Will never Forget in collaborazione con William Potter. Il 14 agosto pubblicano il video di Escape Artist (Live At Home, 2020) con ogni componente della band che appare a casa propria a causa della pandemia di COVID-19 del 2019-2021.
L'11 settembre 2020 viene pubblicato un video dal titolo Rise Against X DC Comics con l'anteprima di un nuovo singolo realizzato in collaborazione DC Comics. Il giorno seguente viene pubblicato da DC Comics il video trailer del primo episodio di Dark Nights: Death Metal OST contenente un'anteprima del singolo Broken Dreams, Inc pubblicata sulle piattaforme di streaming il 16 settembre.

### Nowhere Generation(2021-presente)
Il 19 febbraio 2021 viene pubblicata sulle piattaforme di streaming una versione remix di Broken Dreams, Inc (HEALTH Remix).
A partire dal 23 febbraio 2021, sui canali social e sito web, vengono pubblicati una serie di brevi video con varie immagini che preannunciano l'uscita del ottavo album in studio, Nowhere Generation. Annunciato il 18 marzo 2021 con la pubblicazione del primo singolo e title track Nowhere Generation accompagnato da un video di spiegazione narrato dal cantante Tim McIlrath. Il primo singolo è pubblicato in formato vinile e contiene anche la versione acustica della canzone. Il 23 aprile viene pubblicata la versione acustica del primo singolo, Nowhere Generation - Ghost Note Symphonies. Il 6 maggio viene pubblicato il secondo singolo estratto dall'album, The Numbers. Il 1º giugno viene pubblicato il terzo singolo, Talking to Ourselves.
L'album viene pubblicato il 4 giugno 2021 per l'etichetta Loma Vista Recordings. Lo stesso giorno, il sindaco di Chicago, Lori Lightfoot, proclama il 4 giugno il Rise Against Day "per il loro contributo alla musica e per celebrare l'uscita del nuovo album".
Il 12 novembre viene pubblicato l'EP Nowhere Sessions contenente la versione dal vivo di Nowhere Generation, Talking To Ourselves, Broken Dreams Inc., Savior e le cover di Hybrid Moments dei Misfits e Fortunate Son dei Creedence Clearwater Revival.
Il 6 giugno 2022 viene pubblicato il singolo Last Man Standing il quale anticipa l'uscita dell'EP Nowhere Generation II pubblicato il 10 giugno.

## Politica ed etica
Tutti i membri del gruppo sono vegetariani e due sono vegani. In più sono sostenitori attivi dell'organizzazione per i diritti degli animali PETA e l'organizzazione per la protezione della vita marina Sea Shepherd. Il loro video Ready to Fall include alcuni spezzoni di filmati di allevamenti intensivi, rodei e caccia, nonché deforestazione, scioglimento dei ghiacciai e incendi boschivi. Il gruppo ha più volte ribadito come esso sia il video più importante che abbiano mai prodotto. Nel febbraio 2012, la band ha pubblicato una cover del brano di Bob Dylan Ballad of Hollis Brown come parte di un album beneficio per Amnesty International. La versione del regista del video è stata resa disponibile per il sito web di PETA. Nel 2009 la band è stata nominata Best Animal-Friendly Band da PETA. Oltre ad essere vegetariani, tutti i membri dei Rise Against, ad eccezione di Brandon Barnes, seguono lo stile di vita Straight edge: cioè, astensione dal consumo di alcool e utilizzo di droghe. Oltre al loro sostegno ai diritti degli animali, la band ha espresso il proprio sostegno alle cause democratiche. Durante le elezioni presidenziali degli Stati Uniti del 2004, la band era parte di Punkvoter, un gruppo di attivisti politici che apparve sulla compilation Rock Against Bush vol. 1. Il progetto Rock Against Bush ha raccolto oltre 1 milione di dollari per il candidato presidenziale John Kerry. Durante le elezioni presidenziali del 2008, i membri del gruppo hanno sostenuto Barack Obama. In un messaggio all'inizio del 2009, la band ha dichiarato:

Il 15 novembre, dopo oltre un mese di assenza di pubblicazioni sulla pagina Facebook appare il messaggio rivolto ai recenti risultati delle elezioni presidenziali americane concluse tra l'8 e il 9 novembre con la vittoria di Donald Trump:
Il video del primo singolo estratto dall'ottavo album in studio "The Violence" doveva essere inizialmente girato in una zona in cui si trovano alcuni busti raffiguranti alcuni dei Presidenti degli Stati Uniti d'America come Roosevelt, Lincoln e Washington. Inizialmente la band ricevette l'autorizzazione successivamente seguita dalla cancellazione di quest'ultima da parte del consiglio di amministrazione che sovrintende la posizione perché ritenuti "anti-governo". La band ha spiegato la vicenda sulla propria pagina Facebook:
Abbiamo trovato questa location convincente con le teste dei presidenti che rappresentano il potere su entrambi i lati della navata. I Rise Against non sono dispiaciuti di aver detto la verità al potere.

### Vans Shoes
Il 23 maggio 2007 i Rise Against annunciarono di approvare la nuova linea di scarpe della Vans fatte con materiali completamente vegetali, vegan, rispettosi dei diritti degli animali. In risposta alle critiche contro la nuova linea Vans, i Rise Against hanno rilasciato una testimonianza sulla loro causa, presente anche sul loro myspace e sito web.. La band rilasciò una dichiarazione:

## Formazione

### Formazione attuale
- Tim McIlrath – voce, chitarra ritmica (1999-presente)
- Zach Blair – chitarra solista (2007-presente)
- Joe Principe – basso, voce secondaria (1999-presente)
- Brandon Barnes – batteria (2001-presente)

### Ex componenti
- Mr. Precision – chitarra solista, voce secondaria (1999-2001)
- Toni Tintari – batteria (1999-2000)
- Dan Lumley – batteria e percussioni (2000)
- Kevin White – chitarra solista, voce secondaria (2001-2002)
- Todd Mohney – chitarra solista (2002-2004)
- Chris Chasse – chitarra solista, voce secondaria (2004-2007)

## Discografia

### Album in studio
- 2001 – The Unraveling
- 2003 – Revolutions per Minute
- 2004 – Siren Song of the Counter Culture
- 2006 – The Sufferer & the Witness
- 2008 – Appeal to Reason
- 2011 – Endgame
- 2014 – The Black Market
- 2017 – Wolves
- 2021 - Nowhere Generation
- 2025 - Ricochet

### Raccolte
- 2013 – Long Forgotten Songs: B-Sides & Covers 2000-2013
- 2018 – The Ghost Note Symphonies, Vol 1

## Riconoscimenti
| Anno | Titolo                              | Premio                           | Esito           |
| ---- | ----------------------------------- | -------------------------------- | --------------- |
| 2006 | Ready to Fall                       | MTV Good Woodie Award            | Candidato/a     |
| 2008 | Rise Against                        | Rock on Request Award            | Vincitore/trice |
| 2009 | Rise Against                        | Best Animal-Friendly Band (PETA) | Vincitore/trice |
| 2009 | Re-Education (Through Labor)        | MuchMusic Video Award            | Candidato/a     |
| 2011 | Make It Stop (September's Children) | MTV Video Music Award            | Candidato/a     |
| 2012 | Ballad of Hollis Brown              | MTV Video Music Award            | Candidato/a     |